# John Bellamy Foster
John Bellamy Foster (Seattle, Washington, 15 d'agost de 1953) és professor de sociologia a la Universitat d'Oregon i editor de la revista Monthly Review. Escriu sobre l'economia política del capitalisme, ecologia, crisi ecològica i teoria marxista.

## Inicis
Foster va ser actiu en els moviments contra la guerra i a favor del medi ambient abans de matricular-se a l'Evergreen State College el 1971. Va estudiar economia com una resposta a allò que ell va veure com una crisi de l'economia capitalista i a la participació dels Estats Units en el cop d'estat militar a Xile contra Salvador Allende.
El 1976 es va traslladar a Canadà i va ingressar en el programa de postgrau de ciències polítiques a la Universitat de York a Toronto. Va presentar el seu treball el 1979, The United States and Monopoly Capital: The Issue of Excess Capacity, a Paul Sweezy de Monthly Review. També es va publicar a revistes com The Quarterly Journal of Economics and Science & Society i, el 1986, va publicar The Theory of Monopoly Capitalism: An Elaboration of Marxian Political Economy, basada en el seu doctorat.
Foster va ser contractat el 1985 com a membre visitant de la Facultat a l'Evergreen State College. Un any més tard va assumir el càrrec de professor ajudant de sociologia a la Universitat d'Oregon i es va convertir en professor titular de sociologia l'any 2000. El 1989 es va convertir en director del consell de la Monthly Review Foundation i membre del comitè editorial de Monthly Review.

## Monthly Review
Foster va publicar el seu primer article per a la revista Monthly Review, "Is Monopoly Capital an Illusion?", mentre es trobava a l'escola de postgrau el 1981. Es va convertir en un dels directors del Monthly Review Foundation Board i en membre del comitè editorial de Monthly Review el 1989. Juntament amb Robert McChesney, que des dels seus dies a Evergreen College es va convertir en un destacat expert de l'economia política dels mitjans de comunicació, es va unir a Paul Sweezy i Harry Magdoff com a coeditor de Monthly Review el 2000. Dos anys més tard, es va convertir en president de la Monthly Review Foundation.
Després de la mort de Paul Sweezy el 2004, la renúncia de Robert McChesney com a coeditor, i la mort de Harry Magdoff el 2006, Foster va quedar com a únic editor de la revista.

## Obra
Les primeres investigacions de Foster es van centrar en les economies i teories polítiques marxistes del desenvolupament capitalista, centrant-se en la teoria del monopoli de Paul Sweezy i Paul Baran. Això es va veure reflectit en el primer llibre de Foster Theory of Monopoly Capitalism i el volum coeditat amb Henryk Szlajfer, The Faltering Economy: The Problem of Accumulation under Monopoly Capitalism.
A finals de la dècada de 1980, Foster es va centrar en l'estudi de qüestions d'ecologia, en especial en la relació entre la crisi ambiental global i la crisi de l'economia capitalista, tot destacant l'imperatiu d'una alternativa socialista sostenible. Durant aquest període publicà The Vulnerable Planet: A Short Economic History of the Environment; el seu article "Marx's Theory of Metabolic Rift" a l'American Journal of Sociology i Marx's Ecology: Materialism and Nature. La seva reinterpretació de Marx sobre ecologia va introduir el concepte de "fractura metabòlica" i va ser prou influent. Aquest treball el va conduir a rebre el Distinguished Contribution Award de la secció de Medi Ambient i Tecnologia de l'American Sociological Association. Marx's Ecology va rebre el premi del llibre de la Secció sobre Sociologia Marxista de l'ASA. Aquest treball va ser aviat seguit pel seu llibre Ecology Against Capitalism, que es va centrar en la crítica de l'economia capitalista des del punt de vista del medi ambient.
Com a editor de Monthly Review, Foster va tornar als seus primers treballs sobre l'economia política del capitalisme, però amb un enfocament renovat sobre el paper de la política exterior nord-americana després de setembre del 2001. El seu llibre de 2006 Naked Imperialism, juntament amb editorials freqüents a les pàgines de Monthly, intentaren explicar el creixent paper militar nord-americà al món i el canvi cap a una projecció global més visible i agressiva. A més, Foster ha treballat per ampliar la teoria del capital monopolista de Sweezy i Baran a la llum de la fase financera actual del capitalisme, que ell mateix anomena "capital monopolista-financer". En aquest context, ha escrit diversos llibres sobre la financerització del capitalisme i la crisi financera del 2007-2008.
Critique of Intelligent Design, el llibre de Foster, amb Brett Clark i Richard York, continua la seva investigació sobre la filosofia materialista i la relació entre el filòsof grec Epicur i Karl Marx. A partir del seu treball ecològic, especialment de Marx’s Ecology, Foster defensa el materialisme històric com a fonamental per a una visió racional i científica del món, contra els defensors del "disseny intel·ligent" i altres ideologies no materialistes.

## Publicacions
- The Vulnerable Planet (1999)
- Marx's Ecology (2000)
- The Ecological Revolution (2009)
- The Theory of Monopoly Capitalism (2014)
- Foster, J.B., B. Clark, and R. York (2010) The Ecological Rift
- Foster, J.B. and R.W. McChesney (2012) The Endless Crisis
- Foster, J.B. and P. Burkett (2016) Marx and the Earth
- Trump in the White House: Tragedy and Farce (2017)[6]